# 波彭里希特
波彭里希特是德国巴伐利亚州的一个市镇。总面积11.58平方公里，总人口3439人，其中男性1735人，女性1704人（2011年12月31日），人口密度297人/平方公里。